# Adicella meridionalis
Adicella meridionalis là một loài Trichoptera trong họ Leptoceridae. Chúng phân bố ở miền Cổ bắc.